# Gampsorhynchus
A Gampsorhynchus  a madarak osztályának verébalakúak (Passeriformes) rendjébe és a Pellorneidae családjába tartozó nem.

## Rendszerezésük
A nemet Edward Blyth írta le 1844-ben, jelenleg az alábbi 2 faj tartozik ide:
- fehérfejű gébicstimália (Gampsorhynchus rufulus)
- Gampsorhynchus torquatus

## Előfordulásuk
Délkelet-Ázsiában honosak. A természetes élőhelyük a szubtrópusi vagy trópusi síkvidéki és hegyi esőerdők, valamint legelők és cserjések. Állandó, nem vonuló fajok.

## Megjelenésük
Testhosszuk 22,5-26 centiméter közötti.
|  |

## Életmódjuk
Valószínűleg gerinctelenekkel táplálkoznak.